# Кубок другої ліги України з футболу 2000—2001
У другому розіграші Кубка другої ліги України з футболу сезону 2000/2001 року взяли участь 44 команди другої ліги.
Проходив з 29 липня 2000 року по 9 травня 2001 року.

## Учасники
| - «Авангард» (Ровеньки) - «АДОМС» (Кременчук) - «Арсенал» (Харків) - «Верес» (Рівне) - «Ворскла-2» (Полтава) - «Газовик» (Комарно) - «Галичина» (Дрогобич) - «Гірник-Спорт» (Комсомольськ) - «Динамо» (Львів) - «Динамо-3» (Київ) - «Десна» (Чернігів) - «Дніпро-3» (Дніпропетровськ) - «Енергетик» (Бурштин) - «Зоря» (Луганськ) - ФК «Калуш» | - «Карпати-2» (Львів) - ФК «Красилів» - «Кривбас-2» (Кривий Ріг) - «Машинобудівник» (Дружківка) - «Металіст-2» (Харків) - «Металург-2» (Маріуполь) - «Металург-2» (Запоріжжя) - «Нафтовик» (Долина) - «Оболонь-ППО» (Київ) - «Олімпія ФК АЕС» (Южноукраїнськ) - «Олком» (Мелітополь) - «Оскіл» (Куп'янськ) - «Полісся» (Житомир) - «Портовик» (Іллічівськ) - «Прикарпаття-2» (Івано-Франківськ) | - «Ригонда» (Біла Церква) - «Система-Борекс» (Бородянка) - «Сокіл» (Золочів) - «Сталь-2» (Алчевськ) - «Тернопіль-Нива-2» (Тернопіль) - «Техно-Центр» (Рогатин) - «Титан» (Армянськ) - «Торпедо» (Запоріжжя) - «Фрунзенець-Ліга-99» (Суми) - СК «Херсон» - «Цементник-Хорда» (Миколаїв) - ФК «Черкаси-2» - «Чорноморець-2» (Одеса) - «Шахтар-3» (Донецьк) |

## Перелік матчів

### Попередній етап
| 29 липня 2000 року.                |     |                                  |                  |
| «Тернопіль-Нива-2» (Тернопіль)     | 0:3 | ФК «Красилів»                    |                  |
| «Сокіл» (Золочів)                  | 4:0 | ФК «Калуш»                       |                  |
| «Карпати-2» (Львів)                | 2:1 | «Галичина» (Дрогобич)            |                  |
| «Динамо-3» (Київ)                  | +:- | «Верес» (Рівне)                  | Відмова «Вереса» |
| «Прикарпаття-2» (Івано-Франківськ) | 0:0 | «Техно-Центр» (Рогатин)          | дч, пен. 4:2     |
| «Десна» (Чернігів)                 | 3:1 | «Ригонда» (Біла Церква)          |                  |
| ФК «Черкаси-2»                     | 2:1 | «Гірник-Спорт» (Комсомольськ)    |                  |
| «Дніпро-3» (Дніпропетровськ)       | 1:2 | «Фрунзенець-Ліга-99» (Суми)      |                  |
| СК «Херсон»                        | 0:1 | «Титан» (Армянськ)               |                  |
| «Металург-2» (Запоріжжя)           | 3:1 | «Олком» (Мелітополь)             |                  |
| «Портовик» (Іллічівськ)            | 0:2 | «Олімпія ФК АЕС» (Южноукраїнськ) |                  |
| «Сталь-2» (Алчевськ)               | 1:0 | «Авангард» (Ровеньки)            |                  |

### 1/16 фіналу
| 6 серпня 2000 року.                |     |                              |              |
| «Олімпія ФК АЕС» (Южноукраїнськ)   | 2:0 | «Чорноморець-2» (Одеса)      |              |
| «Сокіл» (Золочів)                  | 1:0 | «Газовик» (Комарно)          |              |
| «Машинобудівник» (Дружківка)       | 2:0 | «Металург-2» (Маріуполь)     |              |
| «Енергетик» (Бурштин)              | 5:0 | «Динамо» (Львів)             |              |
| «Металург-2» (Запоріжжя)           | 1:0 | «Торпедо» (Запоріжжя)        |              |
| «Прикарпаття-2» (Івано-Франківськ) | 1:5 | «Полісся» (Житомир)          |              |
| «Зоря» (Луганськ)                  | 6:2 | «Сталь-2» (Алчевськ))        |              |
| «Титан» (Армянськ)                 | 3:1 | «Кривбас-2» (Кривий Ріг)     |              |
| «Шахтар-3» (Донецьк)               | 2:0 | «Металіст-2» (Харків)        |              |
| «Ворскла-2» (Полтава)              | 0:2 | «Арсенал» (Харків)           |              |
| «Десна» (Чернігів)                 | 1:1 | «Оболонь-ППО» (Київ)         | дч, пен. 5:6 |
| ФК «Красилів»                      | 2:3 | «Нафтовик» (Долина)          |              |
| «Динамо-3» (Київ)                  | 1:1 | «Система-Борекс» (Бородянка) | дч, пен. 2:3 |
| «Цементник-Хорда» (Миколаїв)       | 1:0 | «Карпати-2» (Львів)          |              |
| «Фрунзенець-Ліга-99» (Суми)        | 2:1 | «Оскіл» (Куп'янськ)          |              |
| «АДОМС» (Кременчук)                | 2:0 | ФК «Черкаси-2»               |              |

### 1/8 фіналу
| 16 серпня 2000 року.         |     |                                  |    |
| «Система-Борекс» (Бородянка) | 0:1 | «Полісся» (Житомир)              |    |
| «Оболонь-ППО» (Київ)         | 2:0 | «АДОМС» (Кременчук)              |    |
| «Фрунзенець-Ліга-99» (Суми)  | 0:2 | «Титан» (Армянськ)               |    |
| «Машинобудівник» (Дружківка) | 4:1 | «Зоря» (Луганськ)                |    |
| «Нафтовик» (Долина)          | 1:2 | «Сокіл» (Золочів)                |    |
| «Цементник-Хорда» (Миколаїв) | 0:1 | «Енергетик» (Бурштин)            |    |
| «Металург-2» (Запоріжжя)     | 2:1 | «Олімпія ФК АЕС» (Южноукраїнськ) |    |
| «Арсенал» (Харків)           | 1:0 | «Шахтар-3» (Донецьк)             | дч |

### 1/4 фіналу
| 30 серпня 2000 року.         |     |                          |    |
| «Сокіл» (Золочів)            | 1:0 | «Енергетик» (Бурштин)    |    |
| «Полісся» (Житомир)          | 4:0 | «Оболонь-ППО» (Київ)     |    |
| «Титан» (Армянськ)           | 1:0 | «Металург-2» (Запоріжжя) |    |
| «Машинобудівник» (Дружківка) | 3:2 | «Арсенал» (Харків)       | дч |

### 1/2 фіналу
| 2 травня 2001 року. |     |                              |  |
| «Сокіл» (Золочів)   | 0:2 | «Полісся» (Житомир)          |  |
| «Титан» (Армянськ)  | 3:0 | «Машинобудівник» (Дружківка) |  |

### Фінал
| 9 травня 2001 р. +17 °C |

| «Полісся» (Житомир)                                      | 4:0      | «Титан» (Армянськ) |
| -------------------------------------------------------- | -------- | ------------------ |
| Паршин 9' Ібрагімов 16' Клобуков 80', автогол Паршин 86' | протокол |                    |

| Київ, Стадіон ЦСКА Глядачів: 1 500 Арбітр: Вадим Щевченко (Київ) |

| Володар Кубка другої ліги України 2000/2001 |
| ------------------------------------------- |
| «Полісся» (Житомир) Вперше                  |

## Найкращі бомбардири
|   | Гравець          | Клуб                         | Ігри | Голи (пен.) |
| - | ---------------- | ---------------------------- | ---- | ----------- |
| 1 | Геннадій Скідан  | «Полісся» (Житомир)          | 3    | 5 (3)       |
| 2 | Едуард Багіров   | «Сокіл» (Золочів)            | 5    | 5           |
| 3 | Олег Горенчук    | ФК «Красилів»                | 2    | 4 (1)       |
| 4 | Віталій Одинцов  | «Машинобудівник» (Дружківка) | 2    | 4 (3)       |
| 5 | Ельдар Ібрагімов | «Полісся» (Житомир)          | 5    | 4           |
| 6 | Павло Паршин     | «Полісся» (Житомир)          | 2    | 3           |

## Підсумкова таблиця
| Етап            | Команда                            | I | В | Н | П | РМ   | О  |
| --------------- | ---------------------------------- | - | - | - | - | ---- | -- |
| Володар         | «Полісся» (Житомир)                | 5 | 5 | 0 | 0 | 16−1 | 10 |
| Фіналіст        | «Титан» (Армянськ)                 | 6 | 5 | 0 | 1 | 10−5 | 10 |
| Півфінал        | «Сокіл» (Золочів)                  | 5 | 4 | 0 | 1 | 8−3  | 8  |
| Півфінал        | «Машинобудівник» (Дружківка)       | 4 | 3 | 0 | 1 | 9−6  | 6  |
| 1/4 фіналу      | «Металург-2» (Запоріжжя)           | 4 | 3 | 0 | 1 | 6−3  | 6  |
| 1/4 фіналу      | «Енергетик» (Бурштин)              | 3 | 2 | 0 | 1 | 6−1  | 4  |
| 1/4 фіналу      | «Арсенал» (Харків)                 | 3 | 2 | 0 | 1 | 5−3  | 4  |
| 1/4 фіналу      | «Оболонь» (Київ)                   | 3 | 1 | 1 | 1 | 3−5  | 3  |
| 1/8 фіналу      | «Олімпія-АЕС» (Южноукраїнськ)      | 3 | 2 | 0 | 1 | 5−2  | 4  |
| 1/8 фіналу      | «Фрунзенець-Ліга-99» (Суми)        | 3 | 2 | 0 | 1 | 4−4  | 4  |
| 1/8 фіналу      | «Зоря» (Луганськ)                  | 2 | 1 | 0 | 1 | 7−6  | 2  |
| 1/8 фіналу      | «Шахтар-3» (Донецьк)               | 2 | 1 | 0 | 1 | 2−1  | 2  |
| 1/8 фіналу      | «Нафтовик» (Долина)                | 2 | 1 | 0 | 1 | 4−4  | 2  |
| 1/8 фіналу      | «АДОМС» (Кременчук)                | 2 | 1 | 0 | 1 | 2−2  | 2  |
| 1/8 фіналу      | «Цементник-Хорда» (Миколаїв)       | 2 | 1 | 0 | 1 | 1−1  | 2  |
| 1/8 фіналу      | «Борекс» (Бородянка)               | 2 | 0 | 1 | 1 | 1−2  | 1  |
| 1/16 фіналу     | «Десна» (Чернігів)                 | 2 | 1 | 1 | 0 | 4−2  | 3  |
| 1/16 фіналу     | ФК «Красилів»                      | 2 | 1 | 0 | 1 | 5−3  | 2  |
| 1/16 фіналу     | «Черкаси-2» (Черкаси)              | 2 | 1 | 0 | 1 | 4−2  | 2  |
| 1/16 фіналу     | «Карпати-2» (Львів)                | 2 | 1 | 0 | 1 | 2−2  | 2  |
| 1/16 фіналу     | «Сталь-2» (Алчевськ)               | 2 | 1 | 0 | 1 | 3−6  | 2  |
| 1/16 фіналу     | «Динамо-3» (Київ)                  | 1 | 0 | 1 | 0 | 1−1  | 1  |
| 1/16 фіналу     | «Прикарпаття-2» (Івано-Франківськ) | 2 | 0 | 1 | 1 | 1−5  | 1  |
| 1/16 фіналу     | «Оскіл» (Куп'янськ)                | 1 | 0 | 0 | 1 | 1−2  | 0  |
| 1/16 фіналу     | «Газовик» (Комарно)                | 1 | 0 | 0 | 1 | 0−1  | 0  |
| 1/16 фіналу     | «Торпедо» (Запоріжжя)              | 1 | 0 | 0 | 1 | 0−1  | 0  |
| 1/16 фіналу     | «Кривбас-2» (Кривий Ріг)           | 1 | 0 | 0 | 1 | 1−3  | 0  |
| 1/16 фіналу     | «Ворскла-2» (Полтава)              | 1 | 0 | 0 | 1 | 0−2  | 0  |
| 1/16 фіналу     | «Металіст-2» (Харків)              | 1 | 0 | 0 | 1 | 0−2  | 0  |
| 1/16 фіналу     | «Металург-2» (Маріуполь)           | 1 | 0 | 0 | 1 | 0−2  | 0  |
| 1/16 фіналу     | «Чорноморець-2» (Одеса)            | 1 | 0 | 0 | 1 | 0−2  | 0  |
| 1/16 фіналу     | «Динамо» (Львів)                   | 1 | 0 | 0 | 1 | 0−5  | 0  |
| Попередній етап | «Техно-Центр» (Рогатин)            | 1 | 0 | 1 | 0 | 0−0  | 1  |
| Попередній етап | «Галичина» (Дрогобич)              | 1 | 0 | 0 | 1 | 1−2  | 0  |
| Попередній етап | «Дніпро-3» (Дніпропетровськ)       | 1 | 0 | 0 | 1 | 1−2  | 0  |
| Попередній етап | «Авангард» (Ровеньки)              | 1 | 0 | 0 | 1 | 0−1  | 0  |
| Попередній етап | СК «Херсон»                        | 1 | 0 | 0 | 1 | 0−1  | 0  |
| Попередній етап | «Олком» (Мелітополь)               | 1 | 0 | 0 | 1 | 1−3  | 0  |
| Попередній етап | «Ригонда» (Біла Церква)            | 1 | 0 | 0 | 1 | 1−3  | 0  |
| Попередній етап | «Портовик» (Іллічівськ)            | 1 | 0 | 0 | 1 | 0−2  | 0  |
| Попередній етап | «Тернопіль-Нива-2» (Тернопіль)     | 1 | 0 | 0 | 1 | 0−3  | 0  |
| Попередній етап | «Гірник-Спорт» (Комсомольськ)      | 1 | 0 | 0 | 1 | 0−4  | 0  |
| Попередній етап | ФК «Калуш»                         | 1 | 0 | 0 | 1 | 0−4  | 0  |
| Попередній етап | «Верес» (Рівне)                    | 0 | 0 | 0 | 0 | 0−0  | 0  |